# Daisy Chain

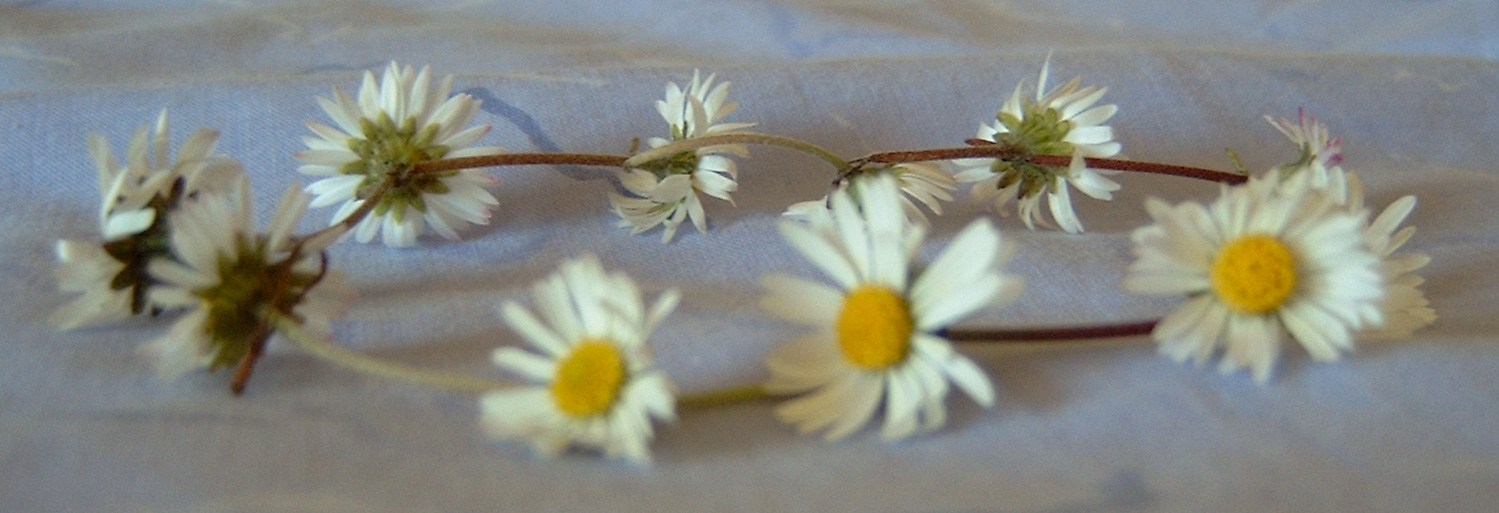
Die namensgebende Blumenkette

Als Daisy Chain (engl. ‚Gänseblümchenkette‘) bezeichnet man eine Anzahl von Hardware-Komponenten, die in Serie miteinander verbunden sind – meistens in Bussystemen der Automatisierungstechnik.
Dabei ist die erste Komponente direkt mit einer Rechenanlage (Computer, Bus) verbunden. Die weiteren Komponenten sind nun jeweils mit ihren Vorgängern verbunden (Reihenschaltungsprinzip), und so entsteht eine Kette (deshalb daisy chain genannt). Das Signal zu und von einer Komponente läuft nun über seine Vorgänger bis zur Rechenanlage. Wichtig ist bei dieser Schaltung der Komponenten, dass Prioritäten vergeben werden können. Somit kann festgelegt werden, dass Informationen z. B. nur dann übermittelt werden können, wenn die Leitung frei ist, oder dass einige Komponenten unbedingten Vorrang gegenüber anderen haben. Dadurch lassen sich Konflikte und Fehlfunktionen verhindern. 
Rechnerintern wird das Daisy-Chain-Prinzip z. B. auch beim VMEbus verwendet, und zwar bei der Bus- und Interruptzuweisung (im Bild dargestellt die /IACK-Daisy-Chain [Interrupt Acknowledge, dt. Interruptbestätigung], rot die Leitungen für die Daisy-Chain-Jumper zum Überbrücken fehlender Einschübe in der Daisy-Chain).

## Beispiele
- DisplayPort
- FireWire
- Thunderbolt (Schnittstelle)[1]
- DMX (Lichttechnik)
- Musical Instrument Digital Interface (MIDI)